# Cymbiodyta vindicata
Cymbiodyta vindicata är en skalbaggsart som beskrevs av Henry Clinton Fall 1924. Cymbiodyta vindicata ingår i släktet Cymbiodyta och familjen palpbaggar. Inga underarter finns listade i Catalogue of Life.